# Wolfgang Ostwald
Carl Wilhelm Wolfgang Ostwald, född den 15 maj 1883, död den 22 november 1943, var en tysk kemist, son till nobelpristagaren Wilhelm Ostwald. 
Han var från 1915 extraordinarie professor i kolloidkemi vid universitetet i Leipzig och erhöll 1922 den första ordinarie professuren i ämnet där. Ostwald utgav bland annat Grundriss der Kolloidchemie (1909, 7:e upplagan 1922), Kleines Praktikum der Kolloidchemie (1920, 7:e upplagan 1930) och Die Welt der vernachlässigten Dimensionen (1915, 10:e upplagan 1927). Ostwald utgav Zeitschrift für Chemie und Industrie der Kollodie och Handbuch der Kolloidwissenschaft.
Han var också medlem i Nazistpartiet från 1933 fram till sin död.